# Gewone breedvleugeluil
De gewone breedvleugeluil (Diarsia rubi) is een nachtvlinder uit de familie uilen, de Noctuidae. De voorvleugellengte bedraagt tussen de 12 en 16 millimeter. De soort komt voor in heel Europa met uitzondering van het uiterste oosten. De wetenschappelijke naam verwijst naar de rodige gloed die de imago vaak heeft (rubi is Latijn voor van rood), ook de vierkante vlek (waar de Engelse naam Small Square-spot naar verwijst) is een belangrijk kenmerk. De soort overwintert als rups.

## Waardplanten
De gewone breedvleugeluil heeft diverse allerlei kruidachtige planten als waardplant.

## Voorkomen in Nederland en België
De gewone breedvleugeluil is in Nederland en België een gewone vlinder, die verspreid over het hele gebied kan worden gezien. De vlinder kent twee generaties die vliegen van begin mei tot en met september.